# مانوئلا گلر
مانوئلا گلر (انگلیسی: Manuela Goller؛ زادهٔ ۵ ژانویهٔ ۱۹۷۱) بازیکن فوتبال اهل آلمان است.